# Breitenbrunn (Svevia)
Breitenbrunn è un comune tedesco di 2 307 abitanti, situato nel land della Baviera.